# FNSドキュメンタリー大賞
『FNSドキュメンタリー大賞』（エフエヌエス・ドキュメンタリーたいしょう）は、FNN/FNS加盟28局が番組制作の質向上を目指すことを目的に1992年から毎年行っているドキュメンタリー番組のコンテストである。

## 概要
この番組ではFNN/FNS加盟各局がそれぞれの地域の視点から見つめた日本の断面を描く社会派のドキュメント作品を毎回各局持ち回りで55分間製作し、それを毎年1回表彰するというものである。
なお、年度末の毎年3月に表彰式「FNSアワード」を開催、28局の中から優秀作品1点に「FNSドキュメンタリー大賞」が贈られる。
同賞にノミネートされた作品の多くは日本民間放送連盟賞、ギャラクシー賞なども受賞している。
受賞歴は、こちらを参照のこと。
在京キー局が制作し系列局が制作に参加するドキュメンタリー番組で、地上波では唯一期間を限定して放送している。

## 放送

### 地上波
- 『FNSドキュメンタリー大賞ノミネート作品』としてフジテレビ系列（FNS）28局全てで放送（放送日時は局により異なる）。フジテレビなどでは深夜枠で放送されている。
- 毎年1月下旬に1回、日曜日夕方の単発枠（16:05 - 17:20）[注 1]にて『決定!第○回FNSドキュメンタリー大賞』と題した特別番組を放送し、その年度に制作されたドキュメンタリー作品を放送している[注 2]。

### BSフジ
- BSフジでは2011年4月9日より、月曜 3:00 - 3:55（日曜深夜）に、毎週1作品を放送している。

### CS放送
- CS放送の「フジテレビワンツーネクスト」でも放送する場合がある（詳細は不明）。

## 参加局
- フジテレビ
- 北海道文化放送
- 岩手めんこいテレビ
- 仙台放送
- 秋田テレビ
- さくらんぼテレビ
- 福島テレビ
- NST新潟総合テレビ[注 3]
- 長野放送
- テレビ静岡
- 富山テレビ
- 石川テレビ
- 福井テレビ
- 東海テレビ
- 関西テレビ
- さんいん中央テレビ
- 岡山放送
- テレビ新広島
- テレビ愛媛
- 高知さんさんテレビ
- テレビ西日本
- サガテレビ
- テレビ長崎
- テレビくまもと
- テレビ大分[注 4]
- テレビ宮崎[注 5]
- 鹿児島テレビ
- 沖縄テレビ